# クロイソス
クロイソス（ギリシア語: Κροῖσος Kroîsos, リュディア語: 𐤨𐤭𐤬𐤥𐤦𐤮𐤠𐤮 Krowiśaś, ラテン語: Croesus, 紀元前595年 - 紀元前547年頃?）はリュディア王国の最後の王（在位期間：紀元前560年/561年 - 紀元前547年頃）である。最後はペルシアに敗北した。
クロイソスはその莫大な富で知られており、ヘロドトスやパウサニアスはデルポイにあったクロイソスの奉納品について書いている。ギリシャ語とペルシア語では「クロイソス」の名前は「富める者」と同義語になった。そこから現代ヨーロッパ系の言語ではクロイソスは大金持ちの代名詞であり、英語では大金持ちの形容として「rich as Croesus」または「richer than Croesus」という慣用句がある。また、最初の公認通貨体系と貨幣制度を発明したのはクロイソスだと言われることが多い。

## 生涯
J.A.S.エヴァンズは「5世紀にはクロイソスは年代記の範囲の外にある、神話の人物になっていた」と述べている。
クロイソスに関する古典の文献は、バッキュリデースと薪の山の上のクロイソスの詩を除いて3つある。
ヘロドトスの『歴史』にあるクロイソスの話はリュディア人の伝承に基づいたものだという。ソロンとの会話（1.29-33）、息子アテュス（Atys）の悲劇（1.34-45）、クロイソスの没落（1.85-89）などが書かれている。
クセノポンの『キュロスの教育』7.1では、クロイソスが例として引かれている。
クテシアスの失われた本（フォティオスによって僅かの要約が残っている）の中の大キュロスへの賛辞の中にもクロイソスについての言及がある。

ヘロドトスによると、クロイソスは紀元前595年頃に、リュディア王アリュアッテスの子として生まれた。アリュアッテスの死後、リュディア王となったクロイソスはイオニアのギリシア人都市を次々と征服し、リュディアに併合した。ギリシアの賢人たちがクロイソスを訪問したのはこの頃のことである。ソロンもその一人で、クロイソスが金持ちの自分が世界一の幸福な人間だと言うと、ソロンは金より大事なものがあるし、死ぬまで今の幸福が続くとは限らないと否定したという。ソロンの言うように、以後、クロイソスを次々に不運が襲う。ミュシアのオリンポス山（現ウル・ダー Uludağ）での猪狩りの最中、アドラストス（Adrastus）の放った槍が的を外れて、婚礼を間近に控えていたクロイソスの息子アテュスを刺し殺してしまった。クロイソスは2年間その悲しみに沈んでいたが、今度はペルシアのキュロス2世との戦争が待っていた。クロイソスは戦いの前にデルポイやアンピアラオスの神託所に伺いを立てた。満足な神託がなかなか得られない中で、デルポイの神託は、曖昧な言い方だったが、もしペルシアと戦えば「帝国」は滅びるだろうと言い、クロイソスはその「帝国」をペルシアのことだと解釈し喜んだ。なお、この時の神託はデルポイの名高い神託の1つとされている（List of oracular statements from Delphiを参照）。クロイソスはデルポイにおびただしい高価な奉納品を捧げ、どこを味方にすればいいかの神託を乞うた。答えはギリシアの中で最強の国だった。クロイソスはさらに奉納品を捧げ、自分の王権は永続できるかの三度目の神託を乞うた。その答えはアテナイがギリシア最強の国であることを示していたのだが、クロイソスはそれがわからず、スパルタをギリシア最強の国と信じ、同盟を組んだ。そして紀元前547年、リュディア＝スパルタ連合軍はアナトリア半島中央部のハリュス川（現クズルウルマク川）に進軍した。クロイソスはさらにエジプト第26王朝のイアフメス2世、新バビロニアのナボニドゥスにも応援を求めた。プテリアで矛を交えた後に冬の戦いを避け、いったん軍を解散させたところ、キュロスがリュディアの首都サルディスを攻め、サルディスは陥落、クロイソスは捕虜となった。

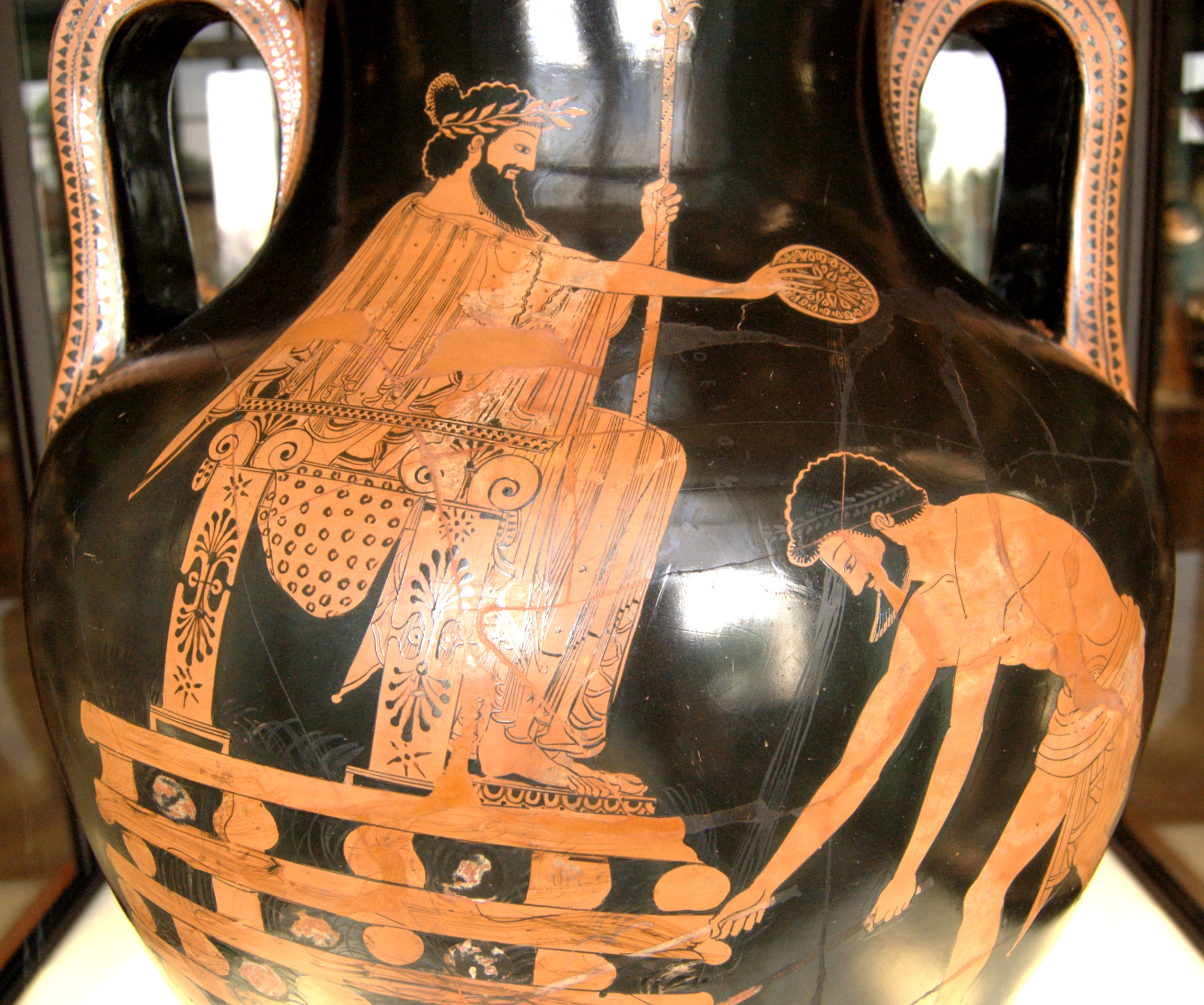
薪の山の上のクロイソス。アッティカの赤絵式ネックアンフォラ。紀元前500年 - 紀元前490年。ルーヴル美術館

巨大な火葬用の薪の山が積まれ、クロイソスは家族ともどもその上に登らされ、薪に火がつけられた。この時、クロイソスは以前ソロンに言われたことを思いだした。それから、クロイソスは泣きながらアポローンの名を唱え、祈願した。すると、晴れ渡っていた雲が凝集し、突然激しい雨が降り出し、薪の火を消した——とヘロドトスは書いているが、シラクサ王ヒエロン1世（Hiero I of Syracuse）の紀元前468年のオリンピアでの戦車競争優勝を祝って作られたバッキュリデースの頌歌では、クロイソスが火に包まれる直前、アポローンによってヒュペルボレイオスの地に連れ去られたことになっている。このような顛末で幸運にもキュロスによってクロイソスは助命された。
| ｢平和の時には子が父の葬いをする。しかし戦いとなれば、父が子を葬らねばならぬのじゃ。｣ |
| —クロイソス（『歴史』 巻1,87、助命された後、大キュロスに問われて答えた言葉）         |

ヘロドトスの話に戻ると、クロイソスは自分の都市が略奪されているのを見ても動じなかった。不思議に思って大キュロスが理由を尋ねると、あれは自分の財産ではないとクロイソスは答え、さらに奪ったものの1/10はゼウスに供えるといいと進言したという。こうして、神託通り、リュディア「帝国」は滅んだ。
クロイソスがいつ死んだかはわからない。伝統的には大キュロス征服後の紀元前547年と言われている。『ナボニドゥス年代記（Nabonidus Chronicle）』には、大キュロスがその国に進軍し、その王を滅ぼしたとある。残念ながらその国を示す楔形文字は最初の1文字の痕跡が残っているだけだが、その文字は伝統的に「LU」と推測され、国はリュディア、王はクロイソスのことだと考えられてきた。しかし、J. Cargillはこれは本当に「LU」と書いてある痕跡があったわけではなく、そうあって欲しいという希望的観測に基づいた復元だと指摘する。J. OelsnerとR. Rollingerはともに文字は「Ú」であってウラルトゥ（アッカド語：Urarṭu）を指していると解釈した。J・A・S・エヴァンズが示したとおりヘロドトスの『歴史』が年代的に信頼できないのと同様、このことはサルディスの陥落がいつであったかを知る手立てがないことを意味する。

## 大衆文化の中のクロイソス
- ラインハルト・カイザー作曲のオペラ『Der hochmütige, gestürzte und wieder erhabene Croesus』（1711年、ハンブルク、ゲンゼンマルクト劇場初演）